# Deutsche Schiffsbank

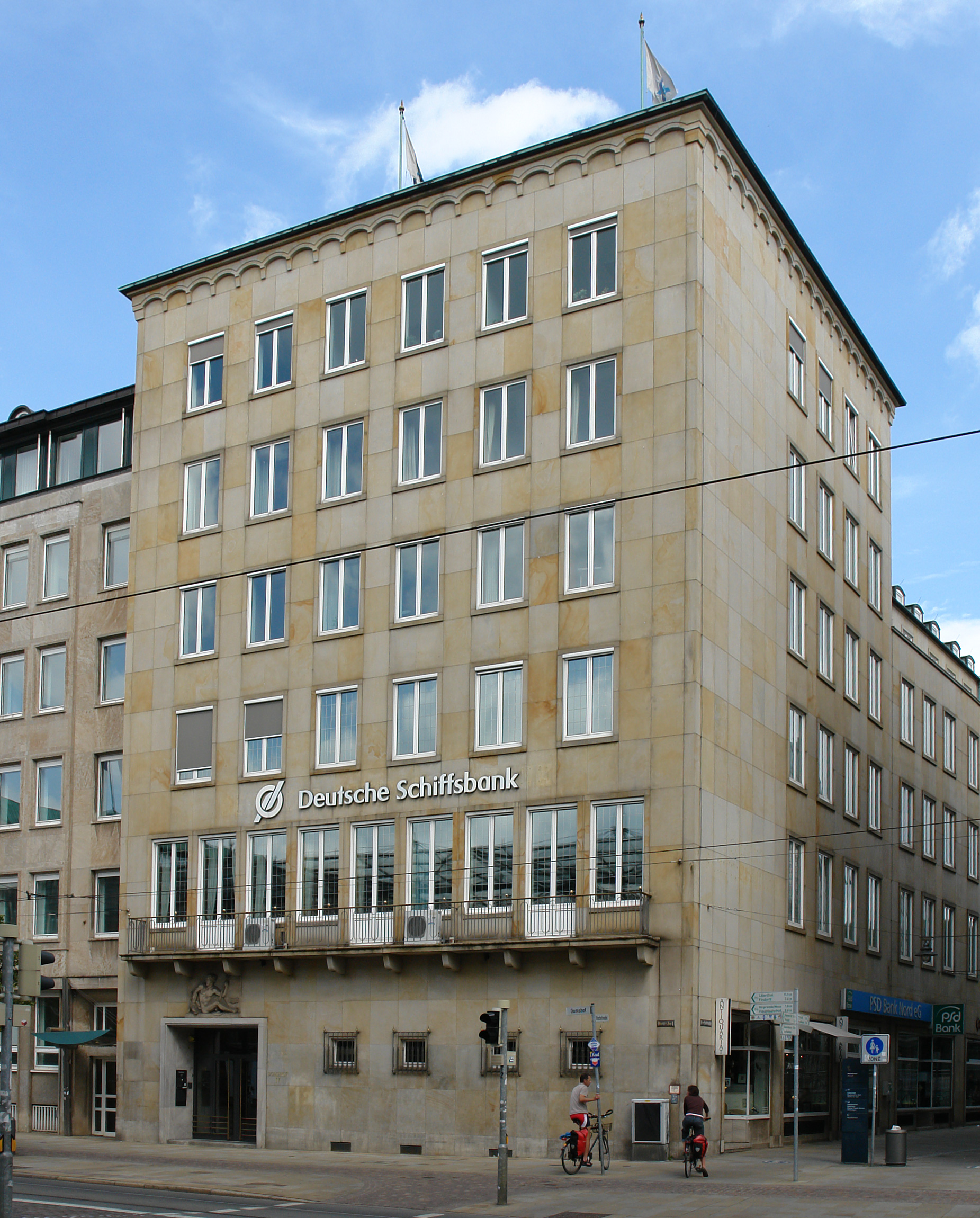
Bremer Geschäftssitz im Jahre 2011

Die Deutsche Schiffsbank AG war eine private Spezialbank in Form der Schiffshypothekenbank mit Sitz in Bremen und Hamburg. Sie hatte die Rechtsform einer Aktiengesellschaft und war eine 100-prozentige Tochtergesellschaft der Commerzbank AG. Die Verschmelzung mit der Commerzbank AG am 22. Mai 2012 bedeutete das Ende der Deutschen Schiffsbank.
Im März 2011 gab die Commerzbank bekannt, die Deutsche Schiffsbank auf die Commerzbank verschmelzen zu wollen. Dabei sollten die Schiffsfinanzierungsaktivitäten als Geschäftsfeld bestehen bleiben, der Markenname allerdings aufgegeben werden.
Am 9. November 2011 gab die Commerzbank bekannt, dass sie von der UniCredit Bank AG deren achtprozentigen Minderheitsanteil an der Deutschen Schiffsbank übernommen hat. Somit hielt die Commerzbank 100 % des Aktienkapitals.

## Geschichte
Die Deutsche Schiffsbeleihungs-Bank AG, Hamburg, wurde 1918 gegründet. Sie legte den Grundstein für eine seit über 90 Jahren anhaltende Partnerschaft mit der maritimen Industrie. Mit der Gründung der Schiffsbeleihungsbanken begann ein völlig neuer Weg in der Schiffsfinanzierung. Die aktive Nutzung des Kapitalmarkts wurde wesentlicher Bestandteil des Geschäftsmodells, um im Interesse von Reedereien und Werften die Mittel für die benötigten Kredite zu beschaffen. Die kleinere Stückelung der ausgegebenen Pfandbriefe schuf den Zugang zu Investoren, die der Schifffahrt bis dahin fernstanden oder nur geringere Beträge investieren wollten.
Die Deutsche Schiffahrtsbank AG, Bremen, wurde 1948 gegründet. Sie hatte zwei Vorgängerinstitute, deren Geschichte auf das Jahr 1918 zurückgeht: die Deutsche Schiffspfandbriefbank in Berlin, die nach dem Zweiten Weltkrieg im Jahr 1945 nach Bremen verlagert wurde, und die Deutsche Schiffskreditbank in Duisburg. Beide Vorgängerinstitute waren insbesondere in der Finanzierung der Binnenschifffahrt engagiert und wurden später mit der Deutschen Schiffahrtsbank verschmolzen. Diese hatte bereits in den 60er-Jahren begonnen, das internationale Geschäft aufzubauen.
1989 fusionierten die Deutsche Schiffahrtsbank AG, Bremen, und die Deutsche Schiffsbeleihungs-Bank AG, Hamburg, zur Deutschen Schiffsbank AG.
Nach der Übernahme der Dresdner Bank 2009 bündelte die Commerzbank alle Schiffsfinanzierungsaktivitäten im Konzern in der Deutschen Schiffsbank AG.
Das Gebäude Domshof 17 wurde 2012 unter Denkmalschutz gestellt.

## Geschäftstätigkeit
Die Deutsche Schiffsbank hat Schifffahrtskunden weltweit beraten und betreut. Für Schiffsneubauten und Ankäufe von Zweithandtonnage bietet sie deutschen und internationalen Geschäftspartnern aus der maritimen Wirtschaft individuell strukturierte Finanzierungslösungen.
Ein Teil der vergebenen Kredite sind Darlehen, welche gegen Bestellung von Schiffspfandrechten gewährt werden (Schiffshypotheken). Beliehen wurden sowohl in Deutschland geflaggte Schiffe wie auch im Ausland registrierte Schiffe, sofern deren Hypothek eine dem deutschen Recht vergleichbare Sicherheit gewährt. Auf Grundlage der in- oder ausländischen Schiffspfandrechte wurden von der Bank besicherte Anleihen ausgegeben (Schiffspfandbriefe), deren Gesamtvolumen sich im Jahre 2006 auf rund 3,6 Mrd. Euro belief. Sowohl Schiffspfandbriefe wie auch unbesicherte Bankanleihen werden an den regionalen Börsenplätzen in Hamburg sowie Bremen/Berlin gehandelt. Das Kreditvolumen erhöhte sich durch die Übernahme der Dresdner Bank im Jahre 2009.
Im Juni 2013 wurde bekanntgegeben, dass die Commerzbank sich aus dem Geschäftsbereich Schiffsfinanzierung zurückziehen und das Kreditvolumen von gegenwärtig 16 Mrd. Euro nach und nach auf Null zurückfahren will.